# Anadenobolus consutus
Anadenobolus consutus är en mångfotingart som först beskrevs av Pocock 1894.  Anadenobolus consutus ingår i släktet Anadenobolus och familjen Rhinocricidae. Inga underarter finns listade i Catalogue of Life.